# 八幡市立八幡東小学校
八幡市立八幡東小学校（やわたしりつ やわたひがししょうがっこう）は、京都府八幡市八幡東浦にあった公立小学校。

## 概要
1970年代前半から半ばにかけての人口急増期に「八幡小学校1校では近い将来児童数が3000人に達し、きめ細かな教育ができない。」と予想され、八幡小学校の適正規模を維持するために3小学校体制が構想された。第1段階として1976年に八幡小学校校区が南北に分割（現在の中央小学校が開校）された。その後第2段階として更に八幡小学校校区が東西に分割され、八幡東小学校が開校した。
八幡東小学校は1980年の開校を目標に準備が進められたが、一部の土地について用地交渉が難航して工事に着手できなかったため、予定よりも遅れて1981年に開校した。1980年には1803人に達した八幡小学校の児童数は、八幡東小学校の開校により1121人へと減少し、過大規模が解消された。
近年の少子・高齢化の影響により八幡東小学校は1学年1クラスの状態となっていたため、八幡小学校に再度統合されることとなった。同じく2008年に統合された八幡市立八幡第三小学校、八幡市立八幡第五小学校の新設校は新たな名称がつけられたが、本校の統合は八幡市立八幡小学校の名称がそのまま使われた。
2020年3月現在校舎等は福祉施設やふるさと学習館となっている。

## 沿革
- 1981年（昭和56年）4月1日 - 開校
- 1982年（昭和57年） - 校舎を増築
- 1997年（平成9年） - 八幡東幼稚園休園
- 1998年（平成10年） - 八幡東幼稚園廃園
- 2000年（平成12年） - コンピューター教室設置、米飯給食の自校炊飯開始
- 2006年（平成18年）
  - 2月 - 玄関をオートロック化[3]
  - 4月 - 2学期制導入
- 2008年（平成20年）3月31日 - 八幡小学校に統合する形で閉校

## 校区
校区は八幡地区東部（二区、三区の一部）、川口地区（五区）で、八幡小学校の校区とは大きな道路と川で区切られ、大谷川以東・京都府道22号八幡木津線以北・以東の地域であった。卒業後は八幡市立男山中学校に進学していた。

## 交通アクセス
- 鉄道利用
  - 京阪本線 石清水八幡宮駅下車
- バス利用
  - 京阪バス八幡田辺線「森」下車